# مدينة دبي للإنترنت
مدينة دبي للإنترنت (بالإنجليزية: Dubai Internet City) هي منطقة حرة لتكنولوجيا المعلومات انشأتها حكومة دبي بأمر من الشيخ محمد بن راشد آل مكتوم عام 1999 باعتبارها منطقة اقتصادية حرة، وقاعدة استراتيجية للشركات التي تستهدف الأسواق الناشئة. مساحة مدينة دبي للإنترنت واحد ونصف مليون قدم2 تقريباً، ويوجد بها ما يزيد على 1600 شركة و32 ألف متخصص في قطاع المعرفة والتكنولوجيا.
خلافاً لمعظم مناطق صحيح دولة الإمارات العربية المتحدة، تسري قوانين إمارة دبي داخل مدينة الإنترنت عدا الترخيص، حيث لا حاجة إلى الشريك المواطن كونها منطقة حرة. كما لا تخضع للتعرفة الجمركية المفروضة ضمن حدود دولة الإمارات العربية المتحدة. وقد نمت المدينة لتصبح أكبر مركز للأعمال وتكنولوجيا المعلومات والاتصالات في منطقة الشرق الأوسط وشمال أفريقيا باستضافة شركات عالمية وإقليمية.
تستضيف مدينة دبي للإنترنت مركز ماجد بن محمد للإبداع (in5)، لتعزيز روح المبادرة والابتكار التقني في دولة الإمارات العربية المتحدة بالتركيز على خمسة أهداف رئيسية لتسريع تطوير الشركات الناشئة الجديدة، وتعزيز تنظيم المشاريع التجارية، والقيادة والابتكار والتكنولوجيا، والمساهمة في تشكيل نظام بيئي لتكنولوجيا المعلومات والاتصالات، والأهم من ذلك، الترويج لدبي كموقع مثالي لتكنولوجيا الشركات الناشئة.
وتستضيف مدينة دبي للإنترنت عدداً من الشركات الروسية مثل «كاسبرسكي لاب»، أحد أهم مطوري البرامج المضادة للفيروسات والأمن السيبراني في العالم، وكذلك تستضيف العملاق الصيني «تنسنت» أول مكتب لشركة «تنسنت» خارج الولايات المتحدة والصين في مدينة دبي للإنترنت.

## تاريخ
في 29 من شهر أكتوبر 1999؛ أعلن الشيخ محمد بن راشد آل مكتوم، نائب رئيس الدولة رئيس مجلس الوزراء حاكم دبي خلال مؤتمر صحفي في موقع مدينة دبي للإنترنت عن إنشاء المدينة كمنطقة اقتصادية حرة وقاعدة استراتيجية للشركات التي تستهدف الأسواق الناشئة، كما ستوفّر البنية التحتية اللازمة والمناخ والمكان الملائمين لتمكين مشاريع الاقتصاد الجديد من إدارة عملياتها من دبي وذلك بتقديم خدمات فعالة ومنافسة. وكان إنشاء مدينة كهذه في ذلك الوقت، مغامرة كبيرة بالنسبة لحكومة دبي، وفي ظروف صعبة نوعاً ما، حيث بدأ المشروع بقرض 200 مليون دولار من بنك HSBC وأثاث مستعمل، ولم يكن هناك أي تمويل أو دعم حكومي، وكما صرّح أول مدير عام لمدينة دبي للإنترنت محمد القرقاوي قائلاً:
"لم أعرف إلى أين كانت الوجهة ولكن على امتداد الرحلة، وبينما كنا نعبر مساحات شاسعة خالية من العمران، كان سموه يخط المستقبل برؤية استباقية لم يفكر بها قائد غيره في تلك الأثناء.. كان سموه يحلم بتحويل تلك المنطقة إلى معلم من معالم القرن الواحد والعشرين ليس فقط على مستوى الدولة وإنما في المنطقة والعالم. ثم أشار سموه إلى تلك الأرض الفارغة وهو ينظر ببصره إلى منطقة صحراوية معزولة، وببصيرته إلى مركز عالمي يربط الشرق بالغرب، قائلاً: يا محمد.. أريدكم أن تعملوا هنا على بناء مدينة للتكنولوجيا ومقابلها مدينة للإعلام وأمامكم عام لتنفيذ المشروع" 
و صّرح الشيخ محمد بن راشد آل مكتوم أيضاً عن أهمية بناء اقتصاد جديد يعتمد على قطاع التكنولوجيا وذلك في مؤتمر صحفي، قائلاً:
" لقد برزت خلال السنوات القليلة الماضية بوادر تشكل اقتصاد عالمي جديد يختلف تماماً عن كل ما سبقه ولا يختلف اثنان على أن عصر الاقتصاد الصناعي قد بدأ بالانكفاء لحساب دورة جديدة من التقدم الاقتصادي العالمي هي عصر اقتصاد المعلومات. إن لواء الريادة سوف يُعقد مستقبلاً للدول التي تعتمد على المعرفة وتكنولوجيا المعلومات والأفكار والخدمات أكثر من اعتمادها على الموارد الطبيعية، وأنا على يقين من أن الإمارات سوف تلعب دوراً عالمياً مؤثراً في عالم أعمال الشركات والتجارة الإلكترونية على الإنترنت"

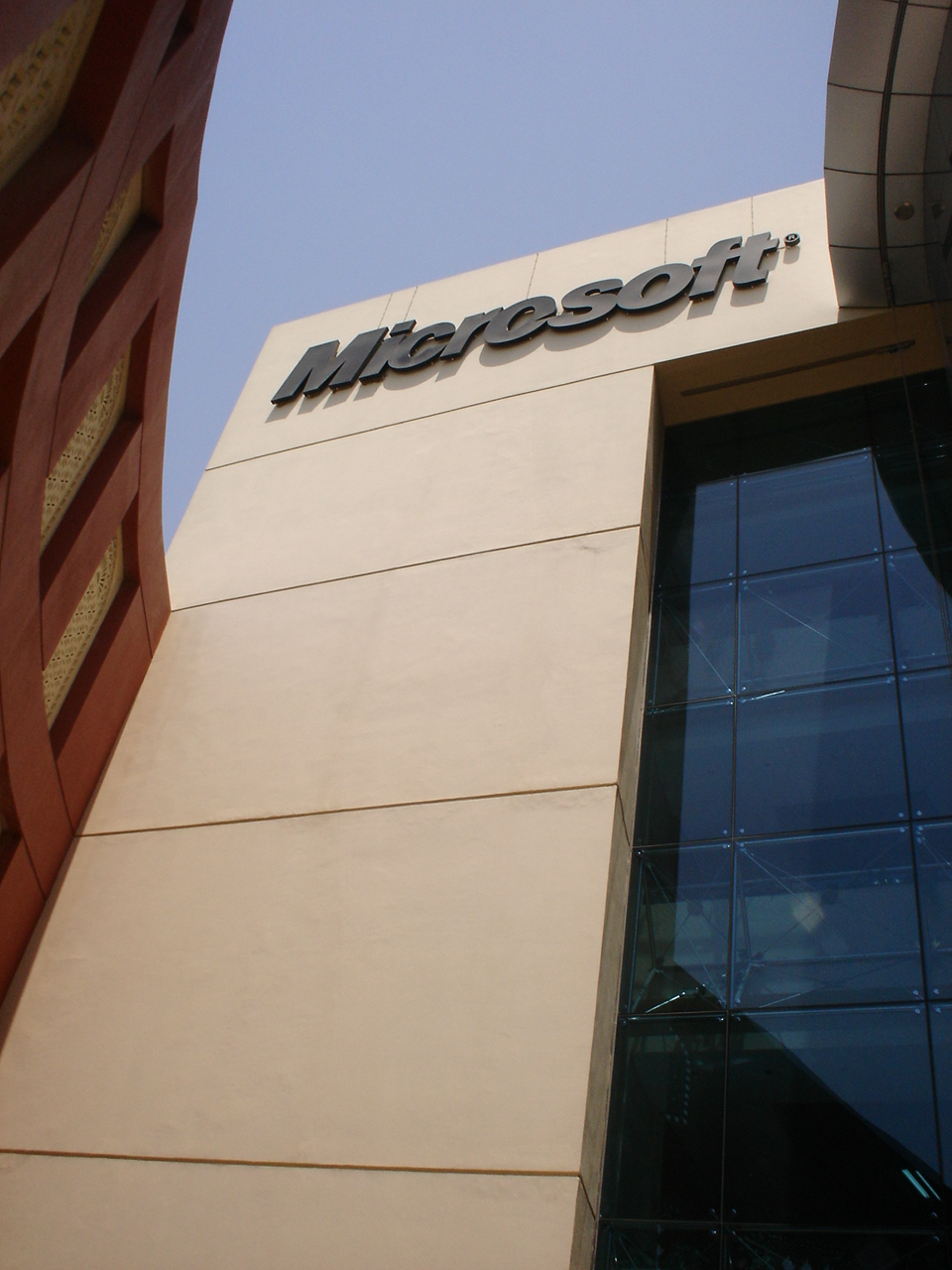
شركة مايكروسوفت في مدينة دبي للإنترنت

وبعد فترة وجيزة من الإعلان سارعت أكثر من 100 شركة تعمل في مجال تكنولوجيا المعلومات للحصول على ترخيص، لتتخذ من مدينة دبي للإنترنت مركزاً لإدارة عملياتها، وكان من ضمن هذه الشركات، شركات عملاقة، مثل «مايكروسوفت» و«أوراكل» و«سيسكو» و«سوني إريكسون»، وقدر مجموع الاستثمارات للشركات المرخص لها آنذاك بحوالي 700 مليون دولار. وأكد الشيخ محمد بن راشد آل مكتوم في حفل افتتاح مدينة دبي للانترنت أن دبي ستصبح العاصمة الإقليمية الجديدة للاقتصاد الجديد. وفي عام 2000، أصبحت مدينة دبي للانترنت جزءاً من سلطة منطقة دبي الحرة للتكنولوجيا والتجارة الالكترونية والاعلام، الهادفة لجعل دبي مركزاً للتكنولوجيا والتجارة الالكترونية ومركزاً تنافسياً عالمياً للصناعات القائمة على المعرفة.
جسّدت مدينة دبي للإنترنت "عضو مجموعة تيكوم"، رؤية محمد بن راشد، وتحولت دبي لتكون المركز الأول للأعمال في الشرق الأوسط خصوصاً بعد سلسلة من الصفقات الضخمة لبيع مجموعة من الشركات العالمية الكبرى، ففي 22 أغسطس من العام 2016، استحوذ كونسورتيوم صيني بقيادة شركة «ميتينو» ومقرها بكين على شركة «ميديا دوت نت» مقابل 3.3 مليار درهم، وفي مارس من عام 2019 استحوذت «أوبر» عملاق خدمات سيارات الأجرة على «شركة كريم» مقابل 3.1 مليار دولار في أكبر عملية من نوعها في مجال التكنولوجيا، وفي 23 مارس عام 2017 أعلنت شركة أمازون أنها توصلت إلى اتفاق للاستحواذ على موقع «سوق دوت كوم» الذي عرف بأنه أكبر موقع للتسوق الإلكتروني في العالم العربي، في صفقة بلغت قيمتها ما يزيد على 580 مليون دولار.
تعد مدينة دبي للإنترنت موطناً لأحدث المباني التجارية ومكاتب البوتيك ومساحات البيع بالتجزئة والفنادق، كما تستثمر في تطوير مجتمعها باستمرار لضمان تمتع أفراده ببيئة عمل عالية الجودة، في انعكاسٍ لأحدث الأبحاث التي تتناول تأثير البيئات التعاونية الإبداعية على تعزيز الإنتاجية في مكان العمل.وبفضل موقعها الاستراتيجي في قلب دبي الجديدة، يمكن الوصول إلى مدينة دبي للإنترنت عبر شبكة نقل متكاملة، بما في ذلك الأرصفة الواسعة ومسارات الدراجات الهوائية والمترو والترام والحافلات والسيارات.

## أبرز شركات مدينة دبي للإنترنت
تضم مدينة دبي للإنترنت العديد من الشركات من أبرزها:

#### شركات خدمات تكنولوجيا المعلومات مثل:
- HP الشرق الأوسط وشمال إفريقيا
- Dell
- Deloitte  الشرق الأوسط
- IBM الشرق الأوسط
- Lenovo الشرق الأوسط وإفريقيا

#### شركات التجارة الإلكترونية مثل:
- سيركل كوم
- ديليفري هيرو
- إيفولف ميديا فينتشر
- كويك مانج
- سيكيور سوق

#### شركات البرمجيات مثل:
- 1001 آب سوفتوير سولوشنز
- سي كي إم سوفتوير ديفلوبمينت
- تبكو سوفتوير

#### شركات إدارة المشاريع مثل:
- آركيدز جلف
- سي إتش 2 إم هيل إنترناشونال
- ديلتا بارتنرز

#### شركات مواقع التواصل الاجتماعي والتسويق والوسائط المتعددة مثل:
- شركة Google دبي
- فيسبوك
- لينكد إن
- ثري إم جلف ليميتد

#### شركات الاتصالات والشبكات مثل:
- أمازون داتا سيرفيسز
- إتش تي سي الشرق الأوسط
- هواوي تيك
- ماستر كارد الشرق الأوسط وشمال إفريقيا
- سامسونج إس دي إس " أوروبا والشرق الأوسط وشمال إفريقيا"

ويعتبر توفر الخدمات البنكية أمراً أساسياً في مدينة دبي للإنترنت، كونها تضم 1,600 شركة، إذ توفر فرعاً لكل من بنك دبي الإسلامي وبنك الإمارات دبي الوطني وبنك المشرق.

## أبرز الصفقات والمشاريع
عَقدت مدينة دبي للإنترنت العديد من الصفقات والشراكات الهامة لتطوير الواقع التكنولوجي في إمارة دبي ومن أهم هذه الصفقات:
- 29 أغسطس 2024، تم توقيع اتفاقية بين كامبس دبي للذكاء الاصطناعي وغوغل كلاود.[10]
- 18 أكتوبر 2023، تم توقيع اتفاقية شراكة استراتيجية بين مدينة دبي للإنترنت مع مؤسسة ريادة الأعمال الألمانية، بهدف تعزيز نشاط الشركات الناشئة وريادة الأعمال في إمارة دبي.[11]
- 10 أكتوبر 2022 شركة إنتل العالمية الرائدة في مجال التكنولوجيا تفتتح مركزها الأول للبحث والتطوير المتخصص ببرمجيات الذكاء الاصطناعي في منطقة مجلس التعاون الخليجي، في مدينة دبي للإنترنت.[12]
- 2 يونيو 2020 مجموعة إيميرجنج ماركتس بروبرتي المالكة لمنصة " بيوت" التي مقرها دبي، ومجموعة OLX المالكة لمنصة "دوبيزل" تندمجان وتؤسسان شركة تصل قيمتها السوقية إلى 3.6 مليار درهم.[13]
- في مطلع الـ 2019 أعلنت مدينة دبي للإنترنت عن إطلاق مركز أعمال مخصّص للرابطة الوطنية لشركات الخدمات والبرمجيات (ناسكوم)، وهي أهم رابطة أعمال غير ربحية في الهند لإدارة العمليات التجارية المتعلقة بتكنولوجيا المعلومات.[4]
- 2 يوليو 2017، استحواذ أمازون على سوق دوت كوم بعد ثلاثة أشهر من المفاوضات مقابل 580 مليون دولار.[14]
- 2014، محمد بن راشد يعتمد مشاريع بـ4.5 مليار درهم لخلق منظومة متكاملة للابتكار أثناء احتفالات مدينة دبي للإنترنت بالذكرى الـ15 لتأسيسها، تشمل تطوير البنى التحتية ومجمّعات الابتكار على مساحة 10 مليون قدم مربع وصناديق مالية لدعم المبتكرين وحاضنات للمبدعين والموهوبين.[15]
- 2007، إطلاق مشروعي سمارت سيتي مالطا وسمارت سيتي كوتشي، بهدف تصدير تجربة مدينة دبي للإنترنت في إنشاء مجمعات الأعمال إلى الساحة الدولية، وتأسيس مراكز مجمعات قائمة على تكنولوجيا المعرفة في أوروبا والهند.[16]

## الجوائز
حصلت مدينة دبي للإنترنت على العديد من الجوائز منها:
- أفضل منطقة اقتصادية في الشرق الأوسط، 2006.[17]